# خان دله
خان دله أحد خانات بغداد التراثية القديمة، يقع في شارع الرشيد، بناه السلطان مراد خان أحد سلاطين الدولة العثمانية.

## نبذة
كان مقرا لاحد دوائر الدولة العثمانية سمي الخان لاحقا بسوق الحرير والان يحتوي على العديد من محلات الاقمشة. يتميز الخان بالعمارة العراقية البغدادية خاصة من ناحية الابواب والشبابيك، يعاني الخان من الإهمال ومن المفترض ترميمه.